# Corinna toussainti
Corinna toussainti là một loài nhện trong họ Corinnidae.
Loài này thuộc chi Corinna. Corinna toussainti được Elizabeth Bangs Bryant miêu tả năm 1948.